# Dansul
El dansul o gamju es un vino tradicional coreano hecho a partir de arroz fermentado con pastel de levadura. Debido a que su fermentación es incompleta, su contenido en alcohol es relativamente bajo. Se prepara a partir de arroz cocido al vapor, al que se añade agua y pastel de levadura. Entonces se fermenta durante varias ahorras es un arrocera a 60 °C y se sirve.